# Túmulo de Yuantaizi
O túmulo de Yuantaizi (袁台子墓) está localizado na aldeia de Yuantaizi (袁台子村) do distrito de Shi'ertaiyingzi (十二台营子乡), Condado de Chaoyang, Liaoning, China. Foi encontrado em 1982 e remonta ao século IV. As paredes e os tetos da tumba são rebocados e carregam murais. A pintura do ocupante do túmulo é semelhante aos murais encontrados no túmulo de Anak nº 3 em Anak, na Coreia do Norte.